# قورباغه نگارین هولا
قورباغه نگارین هولا (نام علمی: Latonia nigriventer) نام یک گونه از تیره قورباغه‌های نگارین است.